# مورگان (فیلم ۲۰۱۶)
مورگان (انگلیسی: Morgan) یک فیلم بریتانیایی-آمریکایی در سبک ترسناک، معمایی و علمی-تخیلی به کارگردانی لوک اسکات و نخستین تجربه کارگردانی وی و نویسندگی ست اوون است که در سال ۲۰۱۶ منتشر شد. از بازیگران آن می‌توان به کیت مارا، آنیا تیلور-جوی، رز لزلی، توبی جونز، بوید هالبروک، میشل یئو و پل جیاماتی اشاره کرد.
مورگان توسط فاکس قرن بیستم در تاریخ ۲ سپتامبر ۲۰۱۶ به نمایش در آمد.

## چکیده داستان
لی ودرز، کارشناس مدیریت بحران، برای بررسی و ارزیابی پیامدهای یک حادثه ناگوار به مکانی دورافتاده و مخفی فرستاده می شود. او کشف می کند که این رویداد بدست موجودی آزمایشگاهی با ظاهر انسانی و بیگناه به نام مورگان انجام شده است. لی می فهمد که مورگان هم ارزشمند و هم خطرناک است.